# دمية ورقية
الدمية الورقيّة هي دمية مقطوعة من ورقة أو بطاقة رقيقة، مع ملابس منفصلة، مصنوعة أيضاً من الورق، والتي عادةً ما تثبت على الدمية بواسطة ألسنة ورقية قابلة للطي. يمكن أن تكون الدمية بشكل شخص أو حيوان أو كائن غير حي.